# جوزيه ألميدا
جوزيه ألميدا هو لاعب كرة قدم برازيلي في مركز الهجوم، ولد في 18 نوفمبر 1979 في البرازيل.

## وصلات خارجية
- جوزيه ألميدا على موقع قاعدة بيانات كرة القدم.إي يو (الإنجليزية)
- جوزيه ألميدا على موقع Soccerway.com (الإنجليزية)